# Zulema l'astròloga
Zulema o Mare d'Alí de la Palomera (c. 1190 - segle xiii?) va ser una astròloga sarraïna.
Fou una noble musulmana que visqué a la Madina Mayurqa el 1229. Es parla d'ella per primera vegada a la Crònica de Bernat Desclot a la qual es diu que el seu fill Alí, que ajudà al rei Jaume I en la conquesta de Mallorca, digué al monarca: "Senyor, sapias de cert que aquesta terra és tua e a ton manament, que ma mare pregà que jo vingués a tu e que t'ho digués; que ella és molt sàvia fembre, e ha conegut en la sua art d'astronomia que aquesta terra deus tu conquerir". Al Llibre dels Feits de Jaume I ja sortia l'episodi del jove Alí que es presentava al rei, abans del desembarcament, per a donar-li informació militar sobre la Madina Mayurqa, però sense que res es digués de sa mare. A l'esmentada crònica el monarca es mostrava agraït i generós amb el jove sarraí.
A la toponímia d'Andratx han quedat vestigis d'aquest episodi. També la tradició n'ha recollit anècdotes relacionades, com que la torre medieval de Sant Elm a Andratx era propietat de la família de n'Alí i que des dels seus merlets, la mare escrutava els astres. També de la tradició oral el poeta renaixentista Pere d'Alcàntara Penya i Nicolau (Palma, 1823-1906) recollí una llegenda popular de la zona d'Andratx i el 1871 la transformà en una poesia historicista amb el títol: N'Alí de la Palomera. En aquest poema per primera vegada se li dona el nom de Zulema a la innominada astròloga. Pels mateixos anys, Tomàs Fortesa i Cortés (1838-1898), un altre poeta renaixentista, tornà a parlar de la mare d'Alí com a sàvia astròloga, i dedicà una composició a aquells fets.
El darrer valí andalusí de Mallorca, Abú Yayà, tenia força enemics entre els prohoms sarraïns. Alí, aleshores majordom del valí, havia patit greuges d'ell. Tot plegat feu que Zulema aconsellàs al seu fill que es posàs al servei de Jaume I, com així feu. Segurament ella i el seu fill, com altres sarraïns que col·laboraren en la conquesta, pogué conservar les seves terres i els seus béns i continuar vivint a la Mallorca cristiana.